# Троицкая церковь (Андрианово)
Церковь Пресвятой Троицы — православный храм в деревне Андрианово Тосненского района Ленинградской области, находящийся на территории Тосненского благочиния Гатчинской епархии. Согласно Федеральному закону Российской Федерации от 30 ноября 2010 г. № 327-ФЗ «О передаче религиозным организациям имущества религиозного назначения, находящегося в государственной или муниципальной собственности», к 1 марта 2015 года здание должно быть передано в собственность Русской православной церкви. Однако на данный момент церковь не включена в Гатчинскую епархию, и обеспечение сохранности здания либо восстановительные работы в ней не начаты.

## История храма
Храм возведен на территории усадьбы «Марьино», и служил родовой усыпальницей князей Голицыных. Ещё до основания усадьбы, состоявшегося в 1811 году, имелась небольшая деревянная церковь, построенная в 1788 году в качестве приписной к церкви Ильинского Тигодского погоста Новгородского уезда. Каменная Церковь Пресвятой Троицы построена на её месте по проекту архитекторов И. Ф. Колодина и П. С. Садовникова и является образчиком редкого для России стиля неоготики, к которому также относятся, например, церковь Рождества Иоанна Предтечи на Каменном острове и Ново-Никольский собор Можайского кремля. Строительство шло около 10 лет и завершилось в 1831 году, когда церковь была освящена. В церкви погребены князь Василий Сергеевич Голицын (1794—1836) и его жена Аглаида Павловна, урождённая графиня Строганова (1799—1882), дочь основательницы усадьбы графини Софьи Владимировны Строгановой.
Религиозная жизнь в храме была прекращена 9 октября 1936 года, когда здание церкви было передано клубу детского дома.

## Современное состояние
Храм заброшен и не реставрируется. Всё ещё не утрачены архитектурный облик и характерные неоготические черты церкви — стрельчатые окна, башенки и шпили. Своды основной части храма обрушились. На сайте «Храмы России», осуществляющем сбор информации о состоянии храмов, нуждающихся в восстановлении, составлена информационная карточка на Церковь Пресвятой Троицы,
выложены фотографии по состоянию на 13 июля 2014 года.